# Горский государственный аграрный университет
Горский государственный аграрный университет — государственное высшее учебное заведение во Владикавказе. Крупный сельскохозяйственный научно-исследовательский центр. Основан в 1918 году. Старейший вуз на Северном Кавказе.

## История
Университет открыт по инициативе Московского университета в 1918 году, приват-доцентом В. Ф. Раздорским. Первым ректором института стал Иосиф Гаврилович Есьман (1918—1922). У истоков основания института стояли учёные: Раздорский В. Ф., Гюнтер А. Р., Панков А. П., Рязанцев Н. В., Дзокаев К. Х., Иосифов И. М., Тарноградский Д. А., Дзанагов Х. Б., Гутиев М. Н., Саламов А. Б., Мухин Т. Д., Рубилин Е. В., Трофименко К. И., Грабовский И. С., Смольский Я. В., Джанаев Г. Г., Калоев А. В., Стоюшкин И. А., Цаболов Р. Г., Кульчиев Б. Х., Цогоев Н. Д., Кизинов Ф. И., Хилькевич Н. М., Годжиев С. А., Нехотяев М. С., Хачиров А. К. и др. За годы своего существования вуз подготовил более сорока восьми тысяч специалистов. Среди выпускников университета — известные организаторы производства, ученые, государственные и общественные деятели, а 20 выпускников за этот период получили звание Героев Социалистического Труда, а один стал Героем Советского Союза.
Имел названия: Владикавказский советский политехнический институт, Северо-Осетинский сельскохозяйственный институт.

## Ректоры
- Георгий Георгиевич Джанаев (1962—1982)

## Факультеты
- Агрономический
- Биотехнологии и стандартизации
- Ветеринарный
- Экономики и менеджмента
- Технологического менеджмента
- Инженерный
- Юридический
- Аграрный колледж

## Научные подразделения
- НИИ агроэкологии
- НИИ биотехнологии

## Преподавательский состав
В университете трудятся 60 докторов наук, профессоров и 262 кандидата наук, доцентов. Они ведут научные исследования по 6 отраслям науки, участвуя в выполнении федеральных и региональных программ. Среди них 10 заслуженных деятелей науки РФ, 11 заслуженных работников высшей школы РФ, 7 ученых, награждённых Почетным знаком «Высшего профессионального образования Российской Федерации», 16 заслуженных работников образования РСО-Алания, 17 заслуженных деятелей науки и техники РСО-Алания, 15 заслуженных работников сельского хозяйства РСО-Алания.
В университете успешно функционируют 16 научных школ профессоров Басаева Б. Б., Дзанагова С. Х., Тменова И. Д., Тезиева Т. К., Гасиева П. Е., Цугкиева Б. Г., Калоева Н. И., Кудзаева А. Б., Мамукаева М. Н., Караева А. Х., Чохотариди Г. Н., Мамити Г. И., Цалиева Б. З.

## Печатные издания
- Известия ГГАУ — сборник научных трудов преподавателей и аспирантов ВУЗа.

## Культурная жизнь
В университете действуют несколько творческих коллективов, а также музей:
- Ансамбль народного танца «Горец»;
- Оркестр народных инструментов;